# Geraesta hirta
Geraesta hirta is een spinnensoort uit de familie van de krabspinnen (Thomisidae).
De wetenschappelijke naam van de soort werd voor het eerst geldig gepubliceerd in 1889 door Eugène Simon.

## Synoniem
- Geraesta bilobata Simon, 1897